# Bernhard III. (Sachsen-Meiningen)

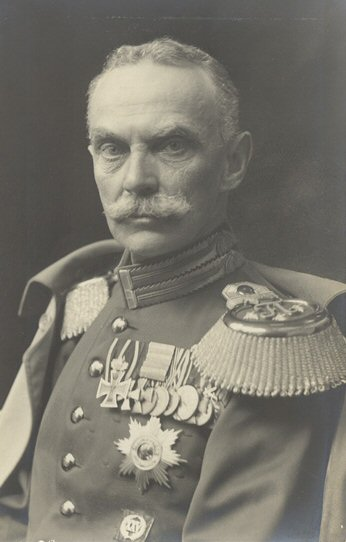
Bernhard III. von Sachsen-Meiningen

Bernhard III. Friedrich Wilhelm Albrecht Georg (* 1. April 1851 in Meiningen; † 16. Januar 1928 ebenda) war der letzte regierende Herzog von Sachsen-Meiningen (1914–1918), Philologe und Generaloberst der Preußischen Armee.

## Leben
Bernhard kam als ältestes Kind des späteren (ab 1866) Herzogs Georg II. von Sachsen-Meiningen und dessen erster Ehefrau Prinzessin Charlotte von Preußen (1831–1855) zur Welt. Damit entstammte er dem Haus Sachsen-Meiningen.
Zwei Tage vor seinem vierten Geburtstag im Jahre 1855 starb seine Mutter mit 23 Jahren bei der Geburt ihres vierten Kindes, eines Sohnes, der die Geburt ebenfalls nicht überlebte. Ende Januar desselben Jahres war auch schon sein jüngerer Bruder Georg Albrecht im dritten Lebensjahr gestorben. 1858 heiratete sein Vater in zweiter Ehe Prinzessin Feodora zu Hohenlohe-Langenburg. Neben seiner einzigen leiblichen Schwester, Prinzessin Marie Elisabeth (1853–1923), mit der er zeit seines Lebens ein inniges Verhältnis pflegte, hatte er noch drei Halbgeschwister, wobei Prinz Viktor 1865 nur wenige Tage alt wurde. 1860 wurde als sein Erzieher der Theologe und Historiker Wilhelm Roßmann berufen. 

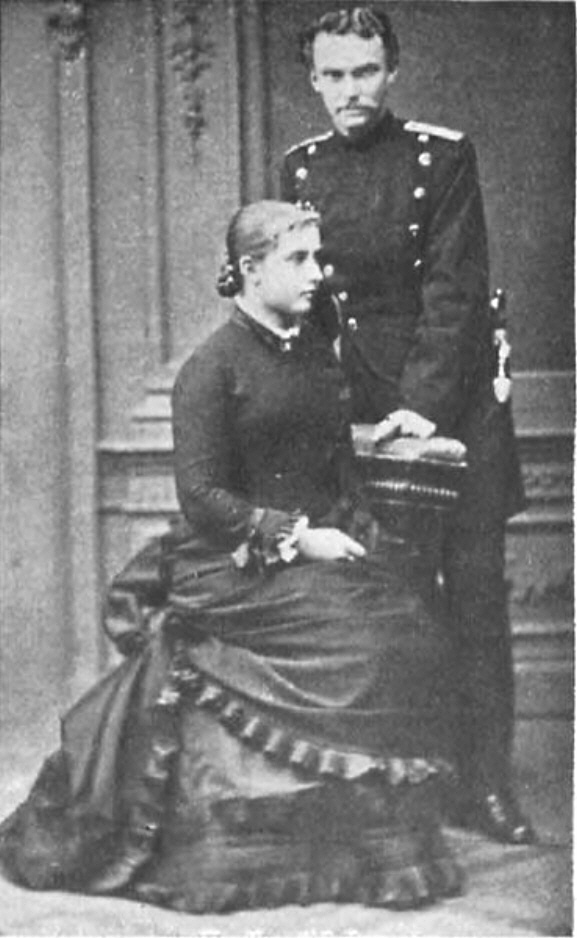
Bernhard von Sachsen-Meiningen mit seiner Braut Charlotte, um 1877.

1867 wurde Bernhard als Sekondeleutnant à la suite im Sachsen-Meiningischen Infanterieregiment gestellt. 1869 ging er zum Studium der klassischen Philologie nach Heidelberg. Er diente als Ordonnanzoffizier beim 6. Thüringischen Infanterie-Regiment Nr. 95 und bei der 6. Kavallerie-Division im Deutsch-Französischen Krieg. Nach gemeinsamer Teilnahme an der Kaiserproklamation in Versailles am 18. Januar 1871 kehrte er mit seinem Vater Herzog Georg II. zurück. Er führte sein Studium anschließend in Leipzig fort. Die Stiefmutter Feodora fand mit 32 Jahren im Jahre 1872 ebenfalls einen frühen Tod. Nach Beendigung seines Studiums trat Bernhard 1873 zur militärischen Ausbildung in das Garde-Füsilier-Regiment der preußischen Armee in Berlin ein. Seit 1878 war er Corpsschleifenträger des Corps Saxo-Borussia Heidelberg.
Bernhard interessierte sich für die neugriechische Sprache, war Verfasser und Übersetzer einiger Werke, darunter von Schiller. Zwischen 1873 und 1894 unternahm er zahlreiche Studienreisen nach Griechenland und Kleinasien, wo er auch Ausgrabungsstätten besuchte und Kontakt mit bekannten Archäologen hatte. Auf diesem Gebiet erhielt er 1889 von der Universität in Athen den Titel „Philhelene“ und einen Lorbeerkranz und weiterhin 1912 die Ehrendoktorwürde der Universität Breslau. 1891 wurde er Ehrenmitglied des Kaiserlichen Deutschen Archäologischen Instituts.
Bernhard heiratete am 18. Februar 1878 in Potsdam die preußische Prinzessin Charlotte (1860–1919), die nächstjüngere Schwester des späteren Deutschen Kaisers Wilhelm II. Der ehelichen Verbindung entstammte eine Tochter, Feodora (1879–1945), verheiratet 1898 mit Prinz Heinrich XXX. Reuß zu Köstritz (1864–1939). 1882 wurde Bernhard in den Generalstab versetzt und bezog mit Charlotte eine Wohnung im Schloss Charlottenburg. 1889 wurde er zum Generalmajor und 1891 zum Generalleutnant ernannt. Das Deutsche Archäologische Institut ernannte ihn 1892 zum Ehrenmitglied. Im Dezember 1893 nahmen Erbprinz Bernhard und Erbprinzessin Charlotte ihren ständigen Wohnsitz im Großen Palais (Erbprinzenpalais) in Meiningen.

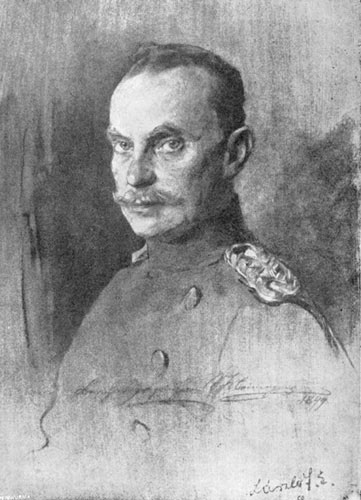
Philip Alexius de László: Herzog Bernhard III., Öl auf Leinwand, 1899

Bernhard wurde General der Infanterie und war von 1896 bis 1903 Kommandierender General VI. Armee-Korps in Breslau. Am 15. September 1903 beförderte man Bernhard zum Generaloberst und berief ihn zum Generalinspekteur der II. Armee-Inspektion mit dem Standort in Meiningen. Mit seiner Frau unternahm er nun zahlreiche Autoreisen durch das Herzogtum und das Deutsche Reich und übernahm zunehmend die Repräsentationspflichten für seinen Vater. 1909 wurde Bernhard Generaloberst mit dem Range eines Generalfeldmarschalls, beendete dann 1912 seine militärische Laufbahn und zog endgültig nach Meiningen.
Nachdem sein Vater wenige Tage vor dem Attentat von Sarajevo am 25. Juni 1914 im Alter von 88 Jahren und nach 48 Jahren Regentschaft verstarb, übernahm der „ewige“ Erbprinz als Bernhard III. mit 63 Jahren die Regierung. Seine konservativ-preußische Gesinnung machte den inzwischen kränklichen Herzog in seinem bis dato liberalen Land wenig beliebt. Nach Beginn des Ersten Weltkrieges übertrug Bernhard III. die Regierungsgeschäfte seiner Frau Charlotte, die nun als Herzogin das Land führte, und ging an die Front, um meiningische Truppen und militärische Einrichtungen zu besichtigen.
Nachdem sein Schwager als Deutscher Kaiser und König von Preußen im Zuge der Novemberrevolution am 9. November 1918 abdanken musste, tat Bernhard es ihm am Folgetag auf Druck des Meininger Arbeiter- und Soldatenrats gleich.

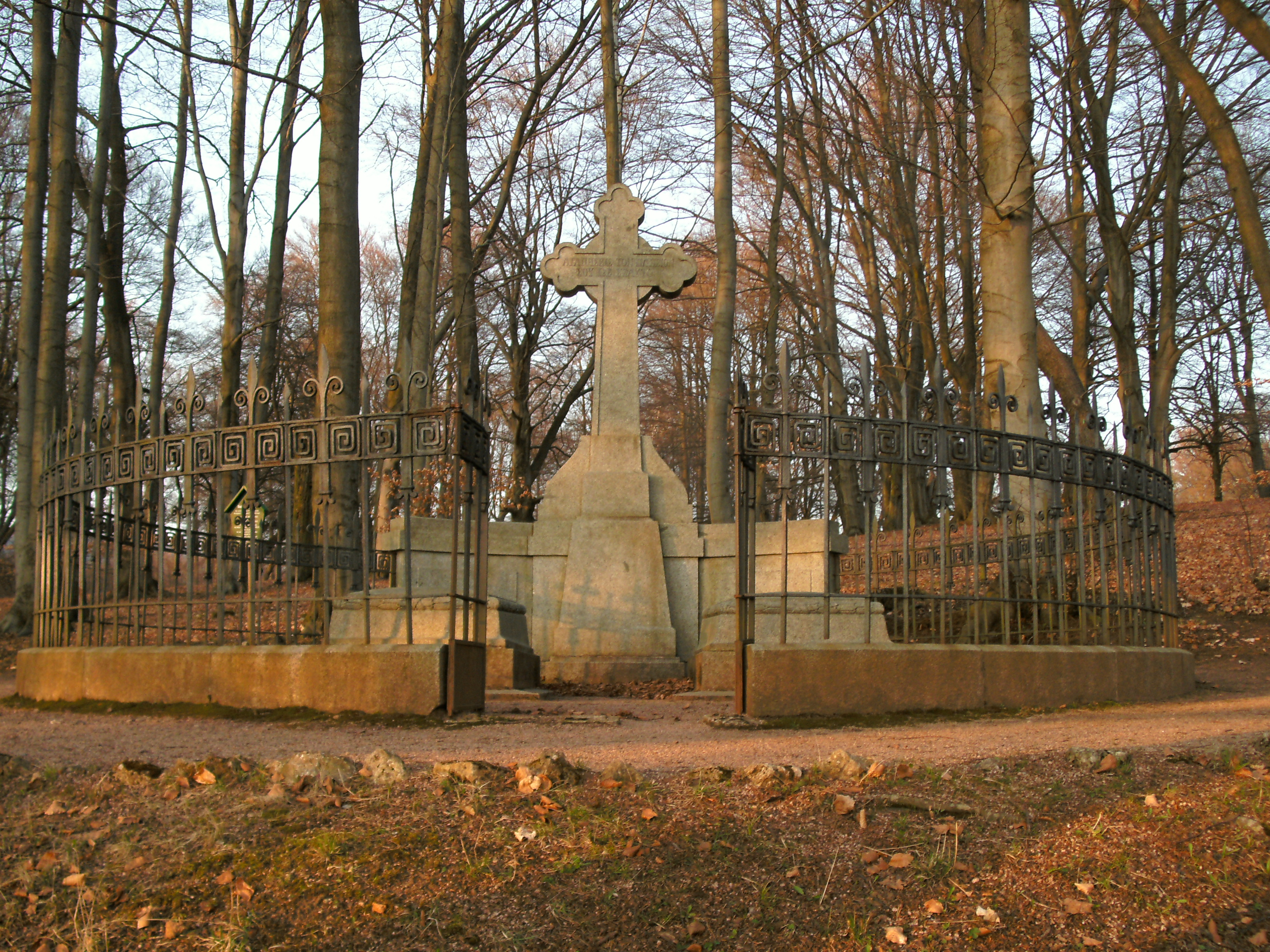
Grabmal am Schloss Altenstein

Nachdem auch Bernhards Bruder Ernst am 12. November 1918 auf die Regierung verzichtete, war in Meiningen die Monarchie beendet und das Herzogtum Sachsen-Meiningen ging in den Freistaat Sachsen-Meiningen auf.
Am 1. Oktober des folgenden Jahres verstarb Bernhards Gattin Charlotte im Alter von 59 Jahren während einer Kur in Baden-Baden. Bernhard lebte nach seiner Abdankung zurückgezogen im Schloss Altenstein in Bad Liebenstein und in Meiningen. Nach seinem Tod am 16. Januar 1928 in Meiningen wurde er im Großen Palais (Erbprinzenpalais) aufgebahrt und am 20. Januar unter großer Anteilnahme der Bevölkerung mit einem Trauerzug zum Bahnhof gebracht. Anschließend überführte man ihn nach Bad Liebenstein, wo er am 21. Januar 1928 neben seiner Frau Charlotte im Park des Schlosses Altenstein beigesetzt wurde.

## Ehrungen
Auf dem Relief Verfolgung des Feindes über Frenois auf Sedan, einer Szene vom 31. August 1870, am Berliner Prinz-Albrecht-von-Preußen-Denkmal ist Bernhard als zweiter Reiter in der von Prinz Albrecht von Preußen angeführten Kavallerie dargestellt.